# Valle inquietante (libro)
Valle inquietante (título original en inglés, Uncanny Valley) es un libro de memorias de 2020 de la escritora Anna Wiener. El libro se centra en la transición de Wiener de la industria editorial a una serie de trabajos en empresas de tecnología y su desilusión gradual con la industria de la tecnología.

## Resumen
El libro detalla la decisión de Wiener de renunciar a su trabajo como editora independiente y asistente de agencia literaria en Nueva York para mudarse a Silicon Valley en San Francisco. Wiener, que se sintió restringida por las normas restrictivas de la industria editorial y la reducción de ingresos, se siente fuera de lugar entre los ejecutivos e ingenieros de tecnología en su nuevo entorno, pero contenta con su salario creciente y sus generosos beneficios laborales. Después de cambiar entre varias empresas, finalmente se decide por la empresa de codificación de código abierto GitHub como representante de servicio al cliente. A pesar de la naturaleza degradante de su trabajo y la naturaleza estresante de investigar publicaciones potencialmente inflamatorias o ilegales en el sitio, decide quedarse debido a las diversas ventajas de la compañía, como poder trabajar desde casa. A lo largo del libro, Wiener reflexiona sobre las implicaciones morales de la manipulación y recopilación de datos entre las empresas de tecnología.

## Antecedentes y composición
Wiener se mudó a San Francisco desde la ciudad de Nueva York a la edad de 25 años para buscar un trabajo en la industria tecnológica. Al llegar, tenía pocos amigos y mantuvo correspondencia por correo electrónico con amigos que aún estaban en Nueva York. Wiener también se envió por correo electrónico notas sobre conversaciones o interacciones divertidas que escuchó o presenció y las guardó en una carpeta que denominó «Notas para mí misma». Estos correos electrónicos y mensajes de texto más tarde resultaron útiles al escribir Valle inquietante.
La primera versión de lo que luego se convertiría en Valle inquietante apareció en la revista literaria n+1 en 2016. Wiener no incluyó los nombres de las empresas en las que trabajaba, ni en el artículo original ni en el libro, sino que optó por describir los modelos comerciales y la reputación de las empresas. Empleó la misma estrategia descriptiva al hacer referencia a otras empresas de tecnología y otras organizaciones con conexiones con Silicon Valley y la tecnología en general, como la Universidad Stanford. Los ejemplos incluyen referirse a Facebook como «la red social que todos odiaban» en lugar de referirse directamente a la corporación.

## Recepción
Según el agregador de reseñas literarias Book Marks, el libro recibió en su mayoría reseñas «positivas».
Lauren Oyler de The New York Times describió a Wiener como «lejos de buscar desengañar a los tecnoescépticos de mentalidad cívica de nuestros puntos de vista [...], ella está aquí para completar nuestros peores escenarios con perspicacia y detalles literarios».
Jason Kehe de Wired llamó a Wiener «una maestra de las artes descriptivas», una escritora de «oraciones inmaculadas», y dijo que el libro era «un relato sencillo y legible» de trabajar en Silicon Valley. La reseña, sin embargo, también criticaba a Wiener por «nunca [resolver] las autocontradicciones de su industria, ciudad o existencia» y al libro por tener un «bamboleo en su fundación».